# Mont Scotch Cap
Le mont Scotch Cap est une montagne en Estrie, au Québec, qui fait partie des Appalaches ; son altitude est de 560 mètres,. Il tire son nom de sa forme qui rappelle une casquette écossaise (scotch cap).

## Géographie
La montagne est située le long de la route des Sommets, au sud du village de Piopolis, près du chemin de la rivière Bergeron qui mène par la route 161 à Saint-Augustin-de-Woburn.

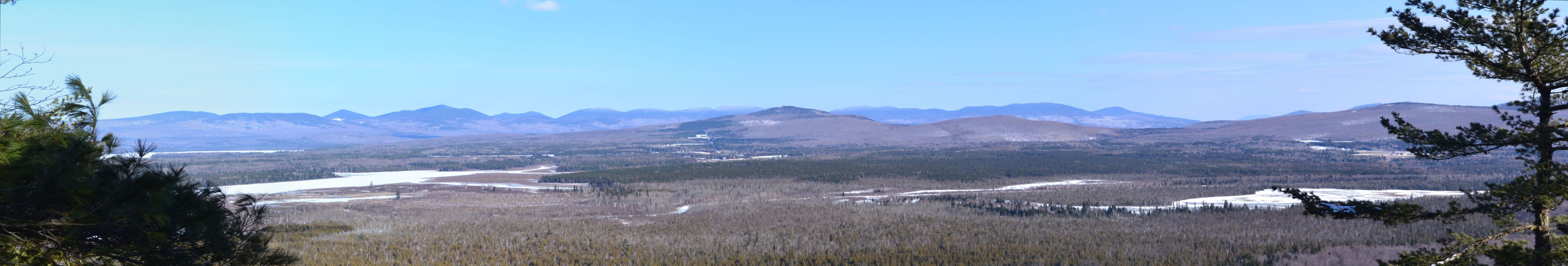
Vue sur les montagnes à l'est du mont Scotch Cap.